# Эйнджелл, Норман
Но́рман Э́йнджелл (англ. Norman Angell; урожд. Ралф Норман Эйнджелл (англ. Ralph Norman Angell; 26 декабря 1872[…], Холбич, Линкольншир — 7 октября 1967[…], Кройдон, Большой Лондон) — английский журналист, писатель и лектор, общественный и политический деятель, депутат британского парламента от Лейбористской партии в 1929—1931, лауреат Нобелевской премии мира 1933 года.
В 1903 году издал книгу «Патриотизм под тремя флагами: в защиту рационализма в политике». В 1909 году издана его «Европейская иллюзия» (об экономических причинах войны).
Следующая книга «Великая иллюзия» в 1910 году стала знаменитой и была переведена на 25 языков. В ней Эйнджелл разоблачал миф об экономическом процветании в результате войны.
Во время Первой мировой войны в 1914 году организовал с Рамсеем Макдональдом и Чарльзом Тревельяном Союз демократического контроля для общественного контроля за внешней политикой британского правительства. В 1920 году перешёл в Лейбористскую партию из Либеральной.
Основал движение «Против голода» для помощи детям Центральной Европы.
Был активным противником нацистской Германии, выступал против политики Невилла Чемберлена по умиротворению Гитлера, входил в Мировой комитет против войны и фашизма. В 1940 году выехал в США давать лекции с призывом вступить в войну против гитлеризма; на родину вернулся в 1951 году.

## Книги
- Энджель, Норман. Версальский мир и экономический хаос в Европе = The Peace Treaty and the Economic Chaos of Europe. / Пер.с англ. А. И. Ханох ; Под ред. [и с предисл.] А. С. Когана. — Петербург: Право, 1922. — [4], 112 с.
- Эйнджелл Н. Великое заблуждение: Этюд об отношении военной мощи наций к их экономическому и социальному прогрессу = The Great Illusion: A Study of the Relation of Military Power in Nations to their Economic and Social Advantage. — Социум, 2009. — 500 с. — ISBN 978-5-91603-026-6.